# 崔乘訓
崔乘訓（羅馬化：Choi Seung-Hoon，2008年5月1日—），韓國兒童演員。 2023年，以OUI娛樂練習生身份參加韓國男團選秀節目《BOYS PLANET》，最終排名為第57位。

## 影視作品

### 電視劇

#### 2010年代
- 2014 MBC《媽媽》- 韓可露（童年尹燦榮/ 朴敘俊）
- 2014 KBS2《王的面孔》
- 2015 tvN《前女友俱樂部》- 尚賢
- 2015 JTBC《D-Day》 - 成佟夏
- 2015 JTBC《安托萬夫人》- 崔秀賢（童年盛駿）
- 2015 KBS2《生意之神-客主2015》
- 2016 KBS1《蔣英實》
- 2016 MBC《黃金口袋》- 韓錫勳（童年真理翰）
- 2016 KBS2《再次，初戀》
- 2017 OCN《Voice》- 孫亞藍
- 2017 SBS《師任堂，光的日記》 - 閔志成
- 2017 JTBC《大力女子都奉順》- 安敏赫 (童年朴炯植）
- 2017 OCN《隧道》- 穆振宇（童年盧泰燁／金民尚）
- 2017 MBC《多樣的兒媳》
- 2017 KBS2《最佳的一擊》- 神話
- 2017 MBC《醫療船》 - 金在傑（童年李曙原）
- 2017 OCN《Black》- Black／韓武江（童年宋承憲）
- 2018 tvN《和遊記》
- 2018 KBS2《Radio Romance》- 池秀浩（童年尹斗俊）
- 2018 SBS《Switch - 改變世界》- 童年謝道燦（童年張根碩）
- 2018 KBS2《一起生活吧》 鄭恩泰（童年李尚禹）
- 2018 MBC《捉迷藏》 - 車恩赫（童年宋昶儀）
- 2018 MBN《馬成的喜悅》 - 孔馬成（童年崔振赫）
- 2018 OCN《客：The Guest》- 尹華平（童年金東旭）
- 2018 SBS《Miss Ma：復仇的女神》- 崔宇俊
- 2018 SBS《命運與憤怒》 - 太仁俊 (童年朱相昱）
- 2019 KBS2《為何那樣，奉尚先生》李真尚（童年吳智昊）
- 2019 JTBC《Legal High》- 高泰林（童年晉久）
- 2019 KBS2《太陽的季節》- 吳太陽（金六月）（童年吳昶錫）/ 崔志民
- 2019 KBS2《Perfume》 - 徐伊道（童年申成祿）
- 2019 JTBC《花婆堂：朝鮮婚姻介紹所》 - 麻勳 （童年金旻載）
- 2019 KBS2《KBS Drama Special-隐藏》
- 2019 MBC《有瑕疵的人們》

#### 2020年代
- 2020 Channel A 《Touch》- 車正赫（童年朱相昱）
- 2020 KBS2《Forest》- 姜山赫（童年朴海鎮）
- 2020 MBC《我的燦爛人生》- 奇銀水
- 2021 KBS2《你好？是我！》-  韓宥賢（童年金英光）
- 2021 KBS2《五月的青春》 - 黃政太
- 2021 SBS《紅天機》- 河覽（童年安孝燮）
- 2021 tvN《憂鬱症》- 白勝由（童年李到晛）
- 2021 SBS《Amor Fati－現在去愛吧》- 中學生
- 2021 Disney+《迷網追兇》- 金世河（童年徐康俊）
- 2022 Netflix《魔幻之音》- 羅一等（童年黃寅燁）
- 2022 KBS2《說出你的願望》- 尹僑萊（童年池昌旭）

### 電影
- 2015《愛的禮讚》 - 金長壽（童年趙震雄）
- 2016 《潘朵拉》- 姜在赫（童年金南佶）
- 2018《冠軍大叔》- 俊亨

### 綜藝節目
- 2023《BOYS PLANET》

## 提名及獲獎列表
| 年份   | 頒獎典禮    | 獎項         | 作品       | 结果 |
| ------ | ----------- | ------------ | ---------- | ---- |
| 2019年 | KBS演技大獎 | 男子青少年獎 | 太陽的季節 | 提名 |

## 外部連結
- 崔乘訓的Instagram帳戶